# رودلف ویتکوور
رودولف ویتکوور (آلمانی: Rudolf Wittkower ۲۲ ژوئن ۱۹۰۱–۱۱ اکتبر ۱۹۷۱) مورخ هنر آلمانی-آمریکایی، متخصص هنر و معماری رنسانس و باروکِ ایتالیا بود.